# Egbert Ludovicus Viele

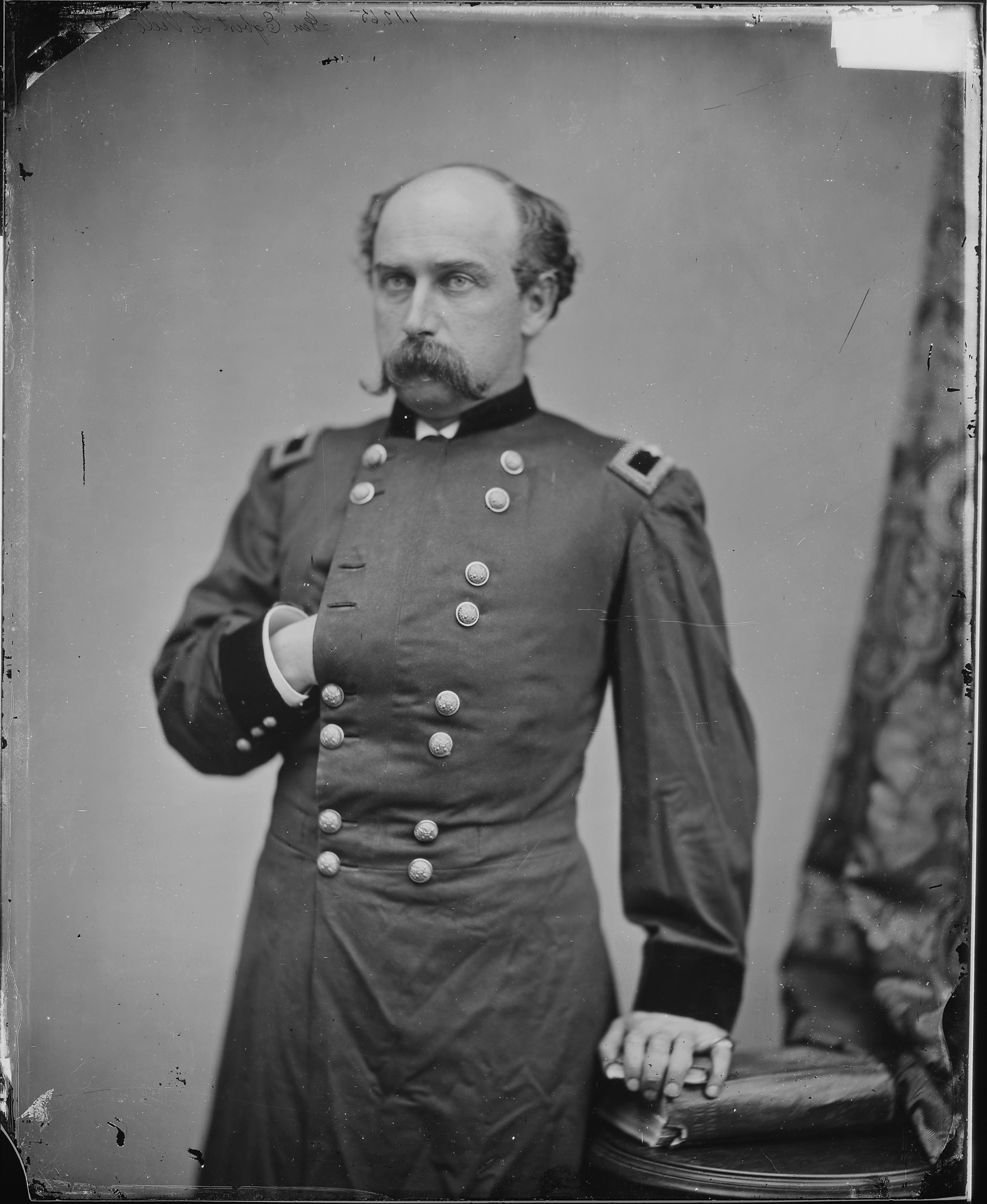
Egbert Ludovicus Viele

Egbert Ludovicus Viele (* 17. Juni 1825 in Waterford, Saratoga County, New York; † 22. April 1902 in New York City) war ein US-amerikanischer Offizier und Politiker. Zwischen 1885 und 1887 vertrat er den Bundesstaat New York im US-Repräsentantenhaus; zuvor bekleidete er während des Bürgerkrieges den Rang eines Brigadegenerals im Heer der Union.

## Werdegang
Egbert Viele besuchte zunächst die Albany Academy. Im Jahr 1847 absolvierte er die United States Military Academy in West Point. Anschließend war er bis 1853 Offizier der US Army. Als solcher nahm er auch am Mexikanisch-Amerikanischen Krieg teil. Bei seinem Ausscheiden aus dem Militärdienst im Jahr 1853 war er Oberleutnant. 1855 wurde er als State Engineer des Staates New Jersey mit der Erstellung einer topographischen Karte dieses Staates betraut. Außerdem vermaß er das Gebiet des späteren Central Park in New York City, bei dessen Anlage er ebenfalls als Planungsleiter (engineer-in-chief) beteiligt war. Im Jahr 1860 war er auch Hauptmann der Pioniere der Staatsmiliz. Während des Bürgerkrieges war er zwischen 1861 und 1863 Brigadegeneral der Freiwilligen, die zum Heer der Union gehörten. Im Jahr 1862 war er Militärgouverneur der Stadt Norfolk im besetzten Virginia. 1865 entwarf Viele eine topographische Karte der Stadt New York, die als Viele Map bekannt wurde. Anschließend arbeitete er für einige Zeit als Planungsingenieur für die Eisenbahn. Im Jahr 1884 war er Parkbeauftragter der Stadt New York.
Politisch schloss sich Viele der Demokratischen Partei an. Bei den Kongresswahlen des Jahres 1884 wurde er im 13. Wahlbezirk von New York in das US-Repräsentantenhaus in Washington, D.C. gewählt, wo er am 4. März 1885 die Nachfolge von John H. Ketcham antrat. Da er im Jahr 1886 nicht bestätigt wurde, konnte er bis zum 3. März 1887 nur eine Legislaturperiode im Kongress absolvieren. Nach dem Ende seiner Zeit im US-Repräsentantenhaus nahm Egbert viele seiner früheren Tätigkeiten wieder auf. Außerdem befasste er sich mit literarischen Angelegenheiten. Er starb am 22. April 1902 in New York City und wurde in West Point beigesetzt.